# Реже Шомлаї
Реже Шомлаї (Штолцпарт) (угор. Rezső Somlai (Stolzparth),  	14 жовтня 1911 — 19 жовтня 1983) — угорський футболіст, що грав на позиції півзахисника, зокрема, за клуб «Ніцца», а також національну збірну Угорщини. По завершенні ігрової кар'єри — тренер.
Чемпіон Угорщини. Чемпіон Болгарії (як тренер). Володар Кубка Болгарії (як тренер). 

## Клубна кар'єра
У футболі дебютував виступами за команду «Ференцварош» де виборов титул чемпіона Угорщини.
Своєю грою за цю команду привернув увагу представників тренерського штабу «Ніцци», до складу якої приєднався 1932 року. Відіграв за команду з Ніцци наступні два сезони своєї ігрової кар'єри.
Згодом з 1934 по 1939 рік грав у складі «Кішпешт», «Олімпік» (Алес), «Ред Стар», знову «Олімпік» (Алес) та «Кішпешт».
Завершив професійну ігрову кар'єру у клубі «Уйвідекі», за команду якого виступав протягом 1941-1942 років.

## Виступи за збірну
Був присутній в заявці збірної на чемпіонаті світу 1934 року в Італії, але на поле не виходив.

## Кар'єра тренера
Розпочав тренерську кар'єру відразу ж по завершенні кар'єри гравця, 1942 року, очоливши тренерський штаб клубу «Цеґлед».
1947 року став головним тренером команди Болгарія, тренував збірну Болгарії один матч.
Згодом протягом 1948–1949 років очолював тренерський штаб клубу «Левскі».
Протягом тренерської кар'єри також очолював команди клубів «Сцольно», «Домбоварі», «Спартак» (Софія), «Саркаді», «Дьюлаї», «Перечес», «Айка Шікра», «Залаеґерсеґ», «Веспремі Галадаш» та «Ньїредьгаза», а також входив до тренерського штабу клубу «Сцентлоринчі».
Останнім місцем тренерської роботи був клуб «Ньїредьгаза», головним тренером команди якого Реже Шомлаї був з 1969 по 1970 рік.
Помер 1 січня 1979 року на 69-му році життя.

## Титули і досягнення

### Як гравця
- Чемпіон Угорщини (1):

«Ференцварош»: 1931-1932

### Як тренера
- Чемпіон Болгарії (1):

«Левскі»: 1948-1949
- Володар Кубка Болгарії (1):

«Левскі»: 1948-1949